# Bilyal Makhov
Bilyal Makhov (n. 20 septembrie 1987, Kabardino-Balkar Autonomous Soviet Socialist Republic⁠(d), RSFS Rusă, URSS) este un luptător ce a reprezentat Rusia, medaliat olimpic. A participat la o ediție a Jocurilor Olimpice (2012) în care a câștigat o medalie de bronz.

## Participări
Lista de mai jos prezintă principalele competiții la care a participat Bilyal Makhov de-a lungul carierei.
- wrestling at the 2012 Summer Olympics – men's freestyle 120 kg[*]